# (500098) 2012 BY28
(500098) 2012 BY28 es un asteroide perteneciente al cinturón de asteroides, descubierto el 1 de enero de 2012 por el equipo del Mount Lemmon Survey desde el Observatorio del Monte Lemmon, Arizona, Estados Unidos.

## Designación y nombre
Designado provisionalmente como 2012 BY28.

## Características orbitales
2012 BY28 está situado a una distancia media del Sol de 2,289 ua, pudiendo alejarse hasta 2,557 ua y acercarse hasta 2,021 ua. Su excentricidad es 0,117 y la inclinación orbital 5,497 grados. Emplea 1265,44 días en completar una órbita alrededor del Sol.

## Características físicas
La magnitud absoluta de 2012 BY28 es 17,8.